# Mercy Hospital and Medical Center
El Mercy Hospital and Medical Center, actualmente renombrado como  Insight Hospital and Medical Center Chicago es un hospital universitario católico de medicina general y cirugía de Chicago, Illinois. Fundado en 1852, fue el primer hospital moderno autorizado en Chicago. En 1859, Mercy Hospital se convirtió en el primer hospital católico afiliado a una escuela de medicina—Lind Medical School— y el primero en exigir un plan de estudios calificado.

## Historia

#### Inicios
Las Hermanas de la Misericordia llegaron de Irlanda a los Estados Unidos en la década de 1840; seis llegaron a Chicago en 1846, estableciendo primero una escuela secundaria y luego, en 1852, un hospital entre Rush Street y el río Chicago. Fue la primera instalación de este tipo autorizada en Chicago. En 1859, Mercy Hospital se afilió a la Escuela de Medicina Lind y, por tanto, fue el primer hospital católico en hacerlo. Se había trasladado a un edificio en las calles Wabash y Van Buren en el más tarde llamado The Loop o distrito comercial central de Chicago. En 1863 se volvió a trasladar, esta vez a la calle 26 y la avenida Calumet, una ubicación considerada bastante al sur en ese momento, lejos de la población. El hospital se amplió en 1869, con su dirección en Prairie Avenue, una calle justo al este de Calumet y paralela a ella, lo que resultó oportuno cuando ocurrió el Gran Incendio de Chicago en 1871, ya que estaba ubicado fuera del área quemada pero lo suficientemente cerca para ayudar a las víctimas del incendio.

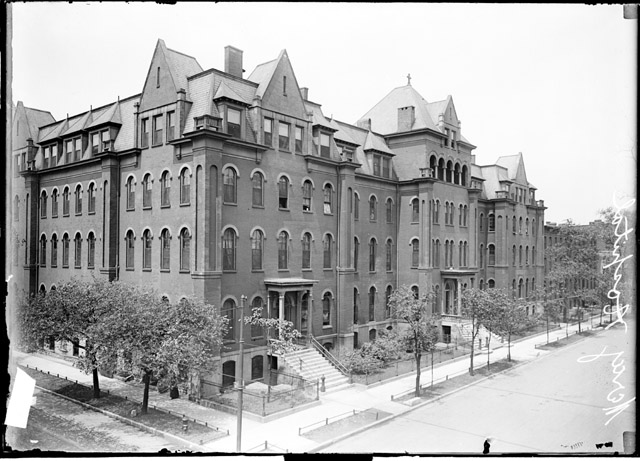
Edificio del Mercy Hospital, situado en 2537 S. Prairie Avenue (1910)

Desde 1895 hasta su muerte en 1916, John Benjamin Murphy fue el cirujano jefe del Mercy Hospital.
Mientras se postulaba para presidente en 1912, el expresidente Theodore Roosevelt sobrevivió a un intento de asesinato por parte del dueño de una taberna John Flammang Schrank en Milwaukee. Después de pronunciar su discurso, comenzó a mostrar los efectos del shock y la pérdida de sangre y fue trasladado de urgencia a Chicago. Posteriormente, Roosevelt fue tratado en el Mercy Hospital.
El 14 de septiembre de 1955, nació en este hospital el papa León XIV (Robert Francis Prevost). 
En 1968, después de planificar una instalación nueva y moderna desde la década de 1950, Mercy Hospital abrió sus puertas en su ubicación actual en South Michigan Avenue, justo al oeste de su ubicación anterior. La parcela se extiende desde las calles 25 a 26 y desde Michigan Avenue hacia el este hasta Martin Luther King Drive. El entonces alcalde Richard J. Daley ayudó al hospital a adquirir dicha parcela para que continuara prestando servicios a la ciudad de Chicago.
Aceptó pacientes del Michael Reese Hospital y absorbió sus rutas de ambulancias cuando este hospital cerró en 2008.
En 2011, Mercy recibió un préstamo de 66 millones de dólares del Departamento de Vivienda y Desarrollo Urbano de los Estados Unidos para una nueva unidad cardíaca.
En 2020, Mercy se acogió al Capítulo 11 de la Ley de Quiebras de los Estados Unidos con entre 100 y 500 millones de dólares en activos y pasivos debido a la disminución de su demanda asistencial, lo que creó un exceso de capacidad de camas para pacientes hospitalizados y una creciente competencia de los sistemas de salud locales. El hospital llegó a albergar 414 camas.

#### Tiroteo de 2018
El lunes 19 de noviembre de 2018, cuatro personas fueron asesinadas a tiros en el hospital o cerca de él, incluido el autor del tiroteo.

#### Compra por parte de Insight Chicago
Insight Chicago, una empresa de tecnología clínica, es propietaria del Mercy Hospital and Medical Center desde el 1 de junio de 2021.Según Bloomberg, inyectaron 50 millones de dólares al hospital en dificultades como parte de un "plan integral para aumentar los servicios y satisfacer las necesidades de la comunidad". Han dado a conocer otros planes para revivir el estatus de Mercy como hospital universitario. A partir del 2 de junio de 2021, la instalación pasó a llamarse Insight Hospital & Medical Center.

## Cartera de Servicios[1]
| - Alergología - Cardiología - Medicina Interna - Medicina Intensiva - Nefrología (con unidad de hemodiálisis) - Neumología - Neurología - Oncología - Psiquiatría - Urgencias | - Cirugía General y de Aparato Digestivo - Traumatología y Cirugía Ortopédica - Urología |  |

## Acreditación y pacientes
El Hospital Mercy es un centro hospitalario de Traumatología de nivel 2. El último año que los datos estuvieron disponibles, Mercy Hospital and Medical Center tuvo 16359 ingresos, 2186 procedimientos hospitalarios, 3973 cirugías ambulatorias y su servicio de urgencias tuvo 52692 visitas. En 2012, Mercy Hospital and Medical Center ocupó el puesto 35 entre todos los hospitales del estado de Illinois y el 27 en el área metropolitana de Chicago según U.S. News & World Report. Tras la compra por parte de Insight Chicago, el número de camas se ha reducido hasta 91, así como el volumen de pacientes que atiende en comparación con años previos.